# Konica (biljka)
Konica (lat. Galinsoga parviflora), jednogodišnja je, zeljasta biljka koja pripada familiji glavočika (Asteraceae).

## Opis
Stabljika je uspravna, a može biti i polegnuta, razgranata, gola ili vrlo malo dlakava. Obično naraste 10-80 cm. Poseduje bele adventivne korenove. Listovi su prosti, eliptični, ovalno ušiljeni, naspramni, sedeći, nazubljeni po obodu i ponekad dlakavi. Glavičaste cvasti su male i na drškama, a sastoje se od 5 jezičastih cvetova koji okružuju središnje cevaste cvetove. Jezičasti cvetovi su jednopolni (ženski) i bele boje, dok su cevasti dvopolni i žute boje. Glavičaste cvasti grade prost dihazijum. Cveta od maja do oktobra. Plod je ahenija sa papusom (cipsela).

## Rasprostranjenost i stanište
Poreklom jeiz Amerike, a danas je rasprostranjena širom Evrope,Azije, Afrike i Australije. U Evropu je uneta iz Perua krajem 18. veka, kao ukrasna biljka. Raste na bogatim i vlažnim zemljištima.

## Upotreba
Listovi i stabljike konice su jestivi i beru se pre pojave prvih cvetova. Biljka se može jesti sirova, kuvana ili se suši i koristi kao začin. Sok biljke se koristi za lečenje rana, tako što pomaže u zgrušavanju krvi.

## Zanimljivosti
U državi Malavi ova biljka se zove ,,Mwamuna aligone", što u prevodu znači moj muž spava.